# Sistema de Hill
O sistema de Hill (ou notação de Hill) é um sistema de escrita de fórmulas químicas no qual a quantidade de carbono é indicada primeiro, seguida pela quantidade de hidrogênio, e então a quantidade dos demais elementos químicos sequencialmente em ordem alfabética dos símbolos químicos. Quando a fórmula não possui carbono, todos os elementos, inclusive o hidrogênio, são listados alfabeticamente.
Ordenando as fórmulas de acordo com a quantidade de cada elemento de acordo com essas regras, com diferença nos elementos ou números anteriores sendo tratada como mais significativa que uma diferença em elementos ou números posteriores — assim como se ordena cadeias de texto em ordem lexicográfica — é possível ordenar fórmulas químicas no que é conhecida por ordem do sistema de Hill. 
O sistema de Hill foi publicado originalmente por Edwin A. Hill no United States Patent and Trademark Office em 1900. Este é o sistema mais comumente usado em bases de dados de química e índices impressos para ordenar listas de fórmulas moleculares.

## Exemplo
As seguintes fórmulas estão escritas de acordo com a notação de Hill e ordenadas na ordem de Hill:
1. BrI
2. CCl4
3. CH3I
4. C2H5Br
5. H2O4S

Uma lista de fórmulas na ordem do sistema de Hill é arranjada alfabeticamente, como acima, com elementos de uma única letra precedendo elementos de duas letras e mesma letra inicial (B antecede Be, que antecede Br).